# TKp

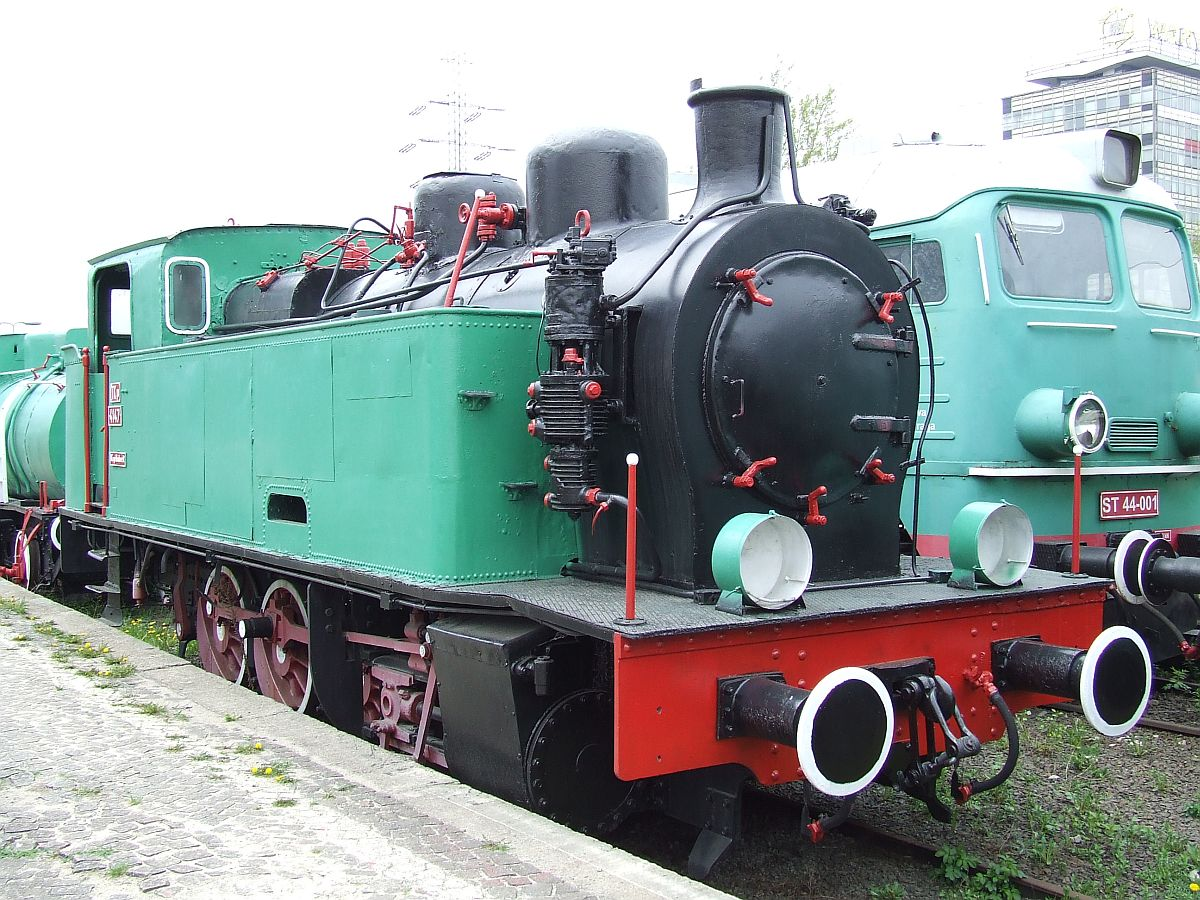
Parowóz TKp nr 4174 produkcji belgijskiej w Muzeum Kolejnictwa w Warszawie

TKp - stosowane w Polsce oznaczenie parowozów – tendrzaków o układzie osi D. Stanowi część oznaczeń lokomotyw PKP (np. TKp1), a także używane bywa na oznaczenie różnych tendrzaków o układzie osi D na kolejach przemysłowych. Najliczniejsza seria używanych w Polsce lokomotyw oznaczanych TKp to budowany w Fabryce Lokomotyw w Chrzanowie (Fablok) parowóz T2D Śląsk. 